# Крузеј
Крузеј (фр. Crouseilles) насеље је и општина у југозападној Француској у региону Аквитанија, у департману Атлантски Пиринеји која припада префектури По.
По подацима из 2011. године у општини је живело 143 становника, а густина насељености је износила 18,1 становника/km². Општина се простире на површини од 8 km². Налази се на средњој надморској висини од 200 метара (максималној 255 m, а минималној 144 m).

## Демографија
| 1962. | 1968. | 1975. | 1982. | 1990. | 1999. | 2011. |
| ----- | ----- | ----- | ----- | ----- | ----- | ----- |
| 185   | 173   | 153   | 142   | 152   | 140   | 143   |

График промене броја становника у току последњих година